# Abraham Louis Michell
Pour les articles homonymes, voir Michell.
Abraham Louis Michell, né en 1712 à Vevey et mort le 28 février 1782 à Berlin, est un diplomate.

## Biographie
Né à Vevey, il est le fils du conseiller municipal Abraham Augustin.
Le 20 mai 1741, Abraham Louis est nommé secrétaire de la légation prussienne à Londres.